# Monte Fontainhas
Monte Fontainhas är ett berg i Kap Verde.   Det ligger i kommunen Brava, i den sydvästra delen av landet, 130 km väster om huvudstaden Praia. Toppen på Monte Fontainhas är 976 meter över havet. Monte Fontainhas ligger på ön Ilha Brava.
Terrängen runt Monte Fontainhas är kuperad. Monte Fontainhas är den högsta punkten i trakten. Trakten är glest befolkad. Närmaste större samhälle är Vila Nova Sintra, 2,3 km nordväst om Monte Fontainhas. 